# Hubert Menten
Hubert Menten, född den 12 september 1873 i Muntok, död den 8 maj 1964 i Zürich, var en nederländsk bobåkare. Han deltog vid olympiska vinterspelen 1928 i Sankt Moritz och placerade sig på tolfte plats.